# Puntius binotatus
Puntius binotatus es una especie de peces de la familia Cyprinidae.

## Morfología
Los machos pueden llegar alcanzar los 20 cm de longitud total.

## Hábitat
Es un pez de agua dulce.

## Distribución geográfica
Se encuentra en las cuencas de los ríos Chao Phraya, Mae Klong, Mekong, Salween y los lagos Buluan, Lanao y Toba (Birmania, Tailandia y Indonesia).